# Vrbje (Žalec, Slovenija)
Vrbje je naselje u slovenskoj Općini Žalecu. Vrbje se nalazi u pokrajini Štajerskoj i statističkoj regiji Savinjskoj. 

## Stanovništvo
Prema popisu stanovništva iz 2002. godine naselje je imalo 577 stanovnika.